# Marie-Charlotte Léger
Marie-Charlotte Léger, född den 13 mars 1996 i Abbeville, är en fransk fotbollsspelare (anfallare) som för närvarande representerar FC Metz i den franska näst högsta divisionen. Hennes moderklubb är AC Fressenneville och hon har också spelat för FCF Hénin-Beaumont.
Hon var en del av den trupp som representerade Frankrike i U19-EM i Israel år 2015. Där blev hon turneringens näst bästa målskytt med sina tre mål. Dessutom har hon spelat i U20-VM 2016 i Papua Nya Guinea där hon gjorde ett mål.